# 삼성 개발자 컨퍼런스
삼성 개발자 컨퍼런스(영어: Samsung Developer Conference, SDC)는 삼성전자에서 매년 개최하는 개발자들을 위한 행사로, 개발자들 뿐만 아니라 디자이너 및 콘텐츠 제작자, 서비스 제공자 그리고 수천명의 업계 관계자들이 모이는 행사이다. 2013년 처음 개최되었으며, 삼성 빅스비, 스마트싱스 (SmartThings), One UI 및 폴더블 디스플레이 등 삼성의 혁신적인 기술 및 서비스들이 최초 공개되는 자리이기도 하다. 삼성전자의 다양한 분야별 전문가들이 참가하여 주요 서비스 및 플랫폼 등을 소개한다.

## 역사
2013년 미국 샌프란시스코에서 처음으로 개최되었으며, 주요 하이라이트는 모바일 SDK, 멀티스크린, 그리고 스마트TV 등이 있다.
2019년 이후 2년만에 열리는 SDC21는 처음으로 온라인으로 진행되며, 빅스비, 스마트싱스, One UI와 타이젠 TV 에코시스템, 폴더블폰을 포함하여 11개 주제를 다룰 예정이다.

## 같이 보기
- 구글 I/O
- 마이크로소프트 빌드